# Padma sirsasana

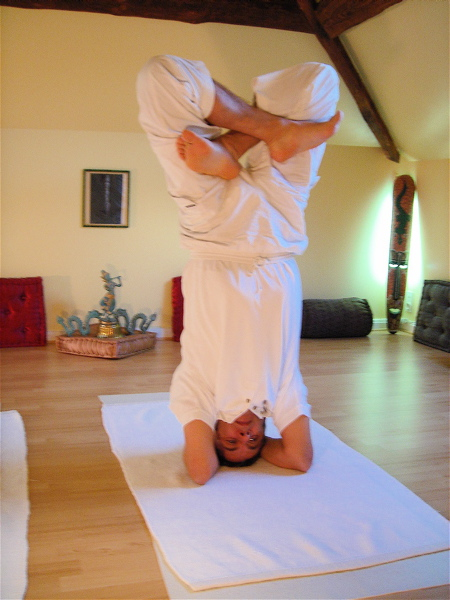
Lotuskopstand
Padma Sirsasana

Padma Sirsasana (Sanskriet voor lotuskopstand) is een houding of asana.
| Sanskriet | vertaling                   |
| padma     | lotus                       |
| sirsa     | hoofd                       |
| asana     | houding (letterlijk: 'zit') |

## Beschrijving
Deze houding begint in de Kleermakerszit. Het lichaam wordt naar voren gekanteld zodat alleen de knieën en de handen de grond raken. De onderarmen worden geheel op de grond gelegd, met de handen in elkaar gevouwen en de ellebogen zover uit elkaar, dat er een gelijkbenige driehoek ontstaat van de onderarmen met en de lege ruimte ertussenin. Het hoofd wordt tussen de gevouwen handen en de grond vastgezet en de benen in lotuspositie worden naar boven gebracht.
Voor de bovenstaande inleiding tot de houding zijn sterke buikspieren nodig. De inzet wordt vergemakkelijkt met hulp van een tweede persoon of een muur. In dat geval er ook begonnen worden met de standaard kopstand en kan de lotushouding er later aan worden toegevoegd.